# Karakol
Karakol (tiếng Kirghizstan: Каракол), tên cũ Przhevalsk) là một thành phố thuộc tỉnh Issyk-Kul, Kyrgyzstan. Thành phố này có diện tích km², dân số khoảng 75.000 người. Thành phố Karakol nằm ở gần mũi phía đông của hồ Issyk-Kul trong Kyrgyzstan, cách biên giới Kyrgyzstan-Trung Quốc khoảng 150 km và cách Bishkek 380 km. Đây tỉnh lỵ của tỉnh Issyk-Kul.

## Thành phố kết nghĩa
- Asheville, Bắc Carolina, Hoa Kỳ
- Gebze, Kocaeli, Thổ Nhĩ Kỳ